# Vincenzo Giummarra
Vincenzo Giummarra (ur. 9 maja 1923 w Ragusie, zm. 27 października 2010 w Rzymie) – włoski polityk, samorządowiec i prawnik, prezydent Sycylii (1967, 1972–1974), poseł do Parlamentu Europejskiego I i II kadencji.

## Życiorys
Ukończył studia z prawa i filozofii na Uniwersytecie w Katanii. Praktykował jako adwokat i publikował w czasopismach prawniczych. Wykładał na Uniwersytecie w Katanii, został asystentem specjalizującym się w procedurze karnej. Zaangażował się w działalność polityczną w ramach Chrześcijańskiej Demokracji, był jej sekretarzem w prowincji Ragusa i sekretarzem ds. administracyjnych w regionie Sycylia. W latach 50. zasiadał w radzie miejskiej Ragusy, następnie od 1955 do 1976 w radzie regionu Sycylia (od 1963 jako jej wiceprzewodniczący). Od 11 sierpnia do 29 września 1967 pozostawał prezydentem regionu, następnie od 1969 do 1970 był w asesorem ds. rolnictwa w jego władzach. Ponownie sprawował funkcję prezydenta od 22 grudnia 1972 do 26 marca 1974.
W 1976 został prezesem państwowego banku Cassa centrale di risparmio Vittorio Emanuele. W 1979 i 1984 wybierano go posłem do Parlamentu Europejskiego, przystąpił do Europejskiej Partii Ludowej. Został m.in. wiceprzewodniczącym (1985–1987) i przewodniczącym (1987–1989) Delegacji ds. stosunków z państwami Azji Południowej, a także wiceszefem Delegacji ds. stosunków ze Stanami Zjednoczonymi (1983–1984). Należał też m.in. do Komisji ds. Polityki Regionalnej i Planowania Regionalnego oraz Komisji ds. Rozwoju i Współpracy.
Pod koniec życia zamieszkał w Rzymie, gdzie zmarł. Pochowano go w rodzinnej Ragusie.